# Getsu Fūma Den
Getsu Fūma Den (月風魔伝?) è un videogioco del 1987 sviluppato e pubblicato da Konami per Family Computer. Distribuito esclusivamente in Giappone, il gioco è stato reso disponibile per Wii, Nintendo 3DS e Wii U tramite Virtual Console.
Il protagonista del gioco compare in altri titoli prodotti da Konami, incluso Castlevania: Harmony of Despair in cui compare come personaggio giocante.
Nell'aprile 2021 Konami ha annunciato un sequel del gioco, GetsuFumaDen: Undying Moon, distribuito per Microsoft Windows tramite Steam e per Nintendo Switch.